# リトアニア・ソビエト社会主義共和国

リトアニア・ソビエト社会主義共和国
Lietuvos Tarybų Socialistinė Respublika (リトアニア語)
Литовская Советская Социалистическая Республика (ロシア語)

国歌: Tautiška giesmė（リトアニア語）
国民賛歌
（1944年 - 1950年、1988年 - 1990年/1991年）

Lietuvos Tarybų Socialistinės Respublikos himnas（リトアニア語）
リトアニア・ソビエト社会主義共和国国歌（1950年 - 1988年）

リトアニア・ソビエト社会主義共和国の位置

リトアニア・ソビエト社会主義共和国（リトアニア・ソビエトしゃかいしゅぎきょうわこく、リトアニア語: Lietuvos Tarybų Socialistinė Respublika、ロシア語: Литовская Советская Социалистическая Республика）は、ソビエト連邦構成共和国の一つである。

## 歴史

### 体制転換からソ連編入まで
1940年6月14日、リトアニアはソ連から「友好的」政権の樹立を求める最後通牒を突きつけられる。アンタナス・スメトナ大統領はこれに抵抗する意思を示したものの、閣僚や軍司令官は抵抗を支持せず、結果リトアニア政府は最後通牒を受諾することを決定した。なおエストニアやラトヴィアも2日後の6月16日にソ連から最後通牒を突きつけられ、これを受諾している。最後通牒の受諾により赤軍が即日リトアニアに侵入し、重要拠点を占拠した。6月17日にはユスタス・パレツキスやヴィンツァス・クレヴェ＝ミツケヴィチュスを中心とする人民政府が発足した。また、ソ連による軍事占領は6月21日に完了している。
7月14日から15日にかけて人民議会議員選挙が実施された。共産党が公認候補者名簿を「リトアニア労働人民同盟」の名の下に作成し、その名簿以外から立候補しようとした者の名前はすべて投票用紙から削除された。そのため、この選挙では投票用紙に記載された候補者名は1つだけであった。有権者の95%が投票に参加し、投票者の99.19%が「リトアニア労働人民同盟」の候補者に投票したとされるが、この選挙結果は不正であったと指摘される。7月21日、人民議会が初めて招集され、同日、人民議会はリトアニアが「ソヴィエト社会主義共和国」であると宣言した。翌日には人民議会が土地国有化宣言を採択し、国内の土地はすべて国有地とされた。また、銀行や大企業も国有化された。その後人民議会は代表団20人（団長：ユスタス・パレツキス）を選出。8月3日にモスクワを訪問した代表団はソ連への加盟を申請した。ソヴィエト連邦最高会議がこの加盟申請を承認したことで、リトアニアはソ連の構成共和国となった。このように、形式上はリトアニアが「自発的に」ソ連への加盟を申請するという形がとられたが、現在のリトアニアでは、リトアニア人の意志に反して行われた「併合」であったと考えられている。

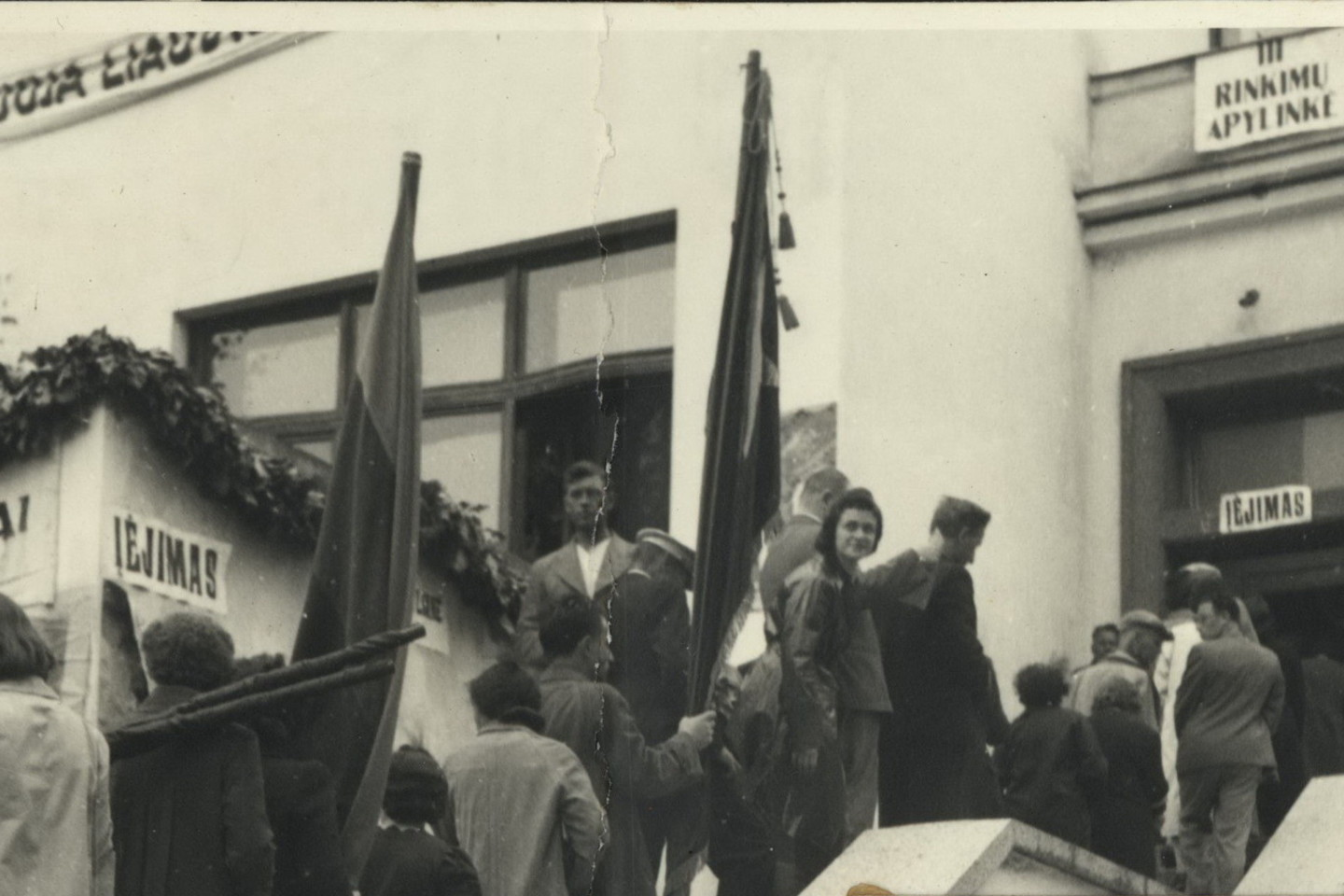
カウナスにおける人民議会議員選挙の様子

### ナチによる占領とソ連による再占領
1941年6月22日に独ソ戦が勃発すると、リトアニアはナチス・ドイツの占領下に置かれる（1944年まで）。第二次世界大戦末期の1944年にソビエト連邦軍によってリトアニア全土が再占領される。

### 独立回復へ
1980年代末になると、バルト諸国で歌う革命と呼ばれる独立運動が展開した。1990年3月11日、リトアニアが最初に独立回復宣言を発表した。1991年、ソ連8月クーデターの失敗に伴い、9月6日に独立を正式に承認された。